# Kanttekening
Een kanttekening was oorspronkelijk een handgeschreven opmerking of andere vorm van commentaar die in de marge van een handschrift of boek werd gemaakt. Voor handschriften zijn glos en marginalia de meer gebruikelijke woorden hiervoor. Er zijn ook gedrukte kanttekeningen bekend, met name bij Bijbeluitgaven. Het woord kanttekening wordt tegenwoordig meer figuurlijk gebruikt.

## Gedrukte kanttekeningen
In enkele gevallen werden de kanttekeningen bij een tekst gedrukt, die dezelfde functie vervulden als de later in zwang gekomen voetnoten. Met name in Bijbeluitgaven kwam dit voor, met de kanttekeningen bij de Statenvertaling van 1637 als bekendste voorbeeld in het Nederlands taalgebied. Deze kanttekeningen waren geplaatst op uitdrukkelijk verzoek van de Dordtse Synode bij hun plan voor het maken van een nieuwe Bijbelvertaling: Dat zij eenige korte verklaringen er bij voegen, waarmede reden gegeven wordt van de overzetting in de duistere plaatsen; maar de waarnemingen der leerpunten daar bij te voegen, is geoordeeld noch noodig, noch raadzaam te zijn. De kanttekeningen waren dus vooral taalkundig van aard en boden geen korte uiteenzetting van de gereformeerde dogmatiek. Zij werden in de tekst gemarkeerd met nummers voor de algemene toelichtingen en letters voor de verwijzingen naar andere Bijbelgedeelten met dezelfde tekst of strekking. Ook van de vertaling van het Nederlands Bijbelgenootschap uit 1951 verscheen nog een versie met kanttekeningen die gemaakt waren volgens hetzelfde uitgangspunt als die van de Statenvertaling: verantwoording afleggen van de gemaakte vertaalkeuzes en een verklaring geven van moeilijk te begrijpen passages.

## Betekenisverschuiving
Waar het woord kanttekening oorspronkelijk duidde op de plaats waar een opmerking werd gemaakt - de kant van een bladzijde - is de betekenis in de loop van de tijd verschoven naar die van aanmerking, opmerking of commentaar in algemene zin, ook los van een boektekst.